# برودي أتكينسون
برودي أتكينسون (بالإنجليزية: Brodie Atkinson)‏ هو لاعب كرة قدم أسترالية أسترالي، ولد في 31 يوليو 1972.

## وصلات خارجية
- برودي أتكينسون على موقع AustralianFootball.com (الإنجليزية)
- برودي أتكينسون على موقع AFLtables.com (الإنجليزية)